# Avraham Tehomi

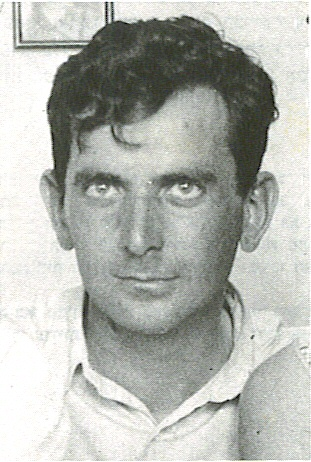
Avraham Tehomi, der erste Kommandeur der Irgun

Avraham Tehomi (hebräisch אברהם תהומי; * 1903 in Odessa, Russisches Kaiserreich, heute Ukraine; † 12. Oktober 1991 in Hongkong) war Kommandant und Gründer der Untergrundorganisation Irgun Zwai Leumi.

## Auswanderung nach Palästina
Er wurde unter dem Namen Silberg 1903 in Odessa im zaristischen Russland geboren, wanderte 1923 nach Palästina aus, änderte dort seinen Namen in Avraham Tehomi und arbeitete im Straßenbau. In Palästina wurde er Mitglied im damals zionistisch-sozialistisch orientierten Histadrut und in der Hagana.

## Mord an Jacob Israël de Haan
Als Offizier der Hagana stand er unter dem Kommando von Jizchak Ben Zwi, welcher 1952 zweiter Präsident Israels werden sollte. Am 30. Juni 1924 ermordete Tehomi den jüdischen Schriftsteller Jacob Israël de Haan, der in Jerusalem als Journalist arbeitete. De Haan war als überzeugter Zionist nach Palästina eingewandert, wurde jedoch zunehmend kritisch gegenüber dem Zionismus und befürwortete eine Verhandlungslösung, um den Frieden zwischen Arabern und Juden zu erreichen.
Der Mord führte in Palästina und Europa zu einem Schock. Mordmotiv und Mörder blieben unerkannt. Sechzig Jahre später gestand Tehomi seine Tat in einem Fernsehinterview im israelischen Fernsehen. Er erklärte Folgendes: „Ich tat, was die Hagana von mir verlangte. Und nichts wurde ohne den Befehl von Jitzhak Ben Zwi ausgeführt. Ich bedauere nichts, denn er [de Haan] wollte die gesamte Idee des Zionismus zerstören.“

## Hagana und Kommandeur der Irgun
Im Jahr 1925 wurde Tehomi stellvertretender Kommandeur des Jerusalemer Distrikts der Hagana, zwischen 1929 und 1931 war er Distriktskommandeur.
Die arabischen Unruhen 1929 führten zum Zerwürfnis innerhalb der Hagana-Führung. Die Streitigkeiten führten dazu, dass Tehomi die Hagana verließ und Anführer der Irgun wurde.
Er versuchte später, beide Organisationen zu vereinen, und kehrte 1937 in die Hagana zurück. Ihm folgten etwa 1500 der 3000 Mitglieder zurück in die Hagana. Die restlichen Irgun-Mitglieder gingen in den Untergrund und kämpften gegen die Araber und Briten in Palästina mit terroristischen Aktionen.
Tehomi lebte ab 1945 mit seiner Frau in den USA, kehrte 1968 nach Israel zurück und lebte im Ruhestand in Hongkong, wo er am 12. Oktober 1991 starb.